# Albert de Würtemberg
Albert de Württemberg, cap de la casa reial de Württemberg (Viena 1865 - Altshausen 1939). Duc de Württemberg i cap de la casa reial del mateix nom des de l'any 1921 fins a la seva mort.
Nascut a la ciutat de Viena el dia 23 de desembre de 1865 essent fill del duc Felip de Württemberg i de l'arxiduquessa Maria Teresa d'Àustria. Albert era net per via paterna del duc Frederic Guillem de Württemberg i de la princesa Maria d'Orleans, i per via materna de l'arxiduc Albert d'Àustria i de la princesa Hildegard de Baviera.
El dia 24 de gener de l'any 1893 contragué matrimoni a Viena amb l'arxiduquessa Margarida d'Àustria, filla de l'arxiduc Carles Lluís d'Àustria i de la princesa Maria de l'Anunciació de Borbó-Dues Sicílies. La parella va tenir set fills:
- el duc Felip de Württemberg, nat a Stuttgart l'any 1893 i mort a Ravensburg el 1973. Contragué matrimoni en primeres núpcies amb l'arxiduquessa Helena d'Àustria i en segones núpcies amb l'arxiduquessa Rosa d'Àustria-Toscana.
- Albert Eugeni de Württemberg, nat a Stuttgart el 1894 i mort a Schwäbisch Gmünd el 1954. Es casà amb la princesa Nadejna de Bulgària.
- Carles de Württemberg, nat a Stuttgart el 1896 i mort al Castell d'Altshausen el 1964
- Maria Amèlia de Württemberg, nada a Gmunden (Alta Àustria) el 1896 i morta al Castell d'Altshausen el 1923.
- Maria Teresa de Württemberg, nada a Stuttgart el 1898 i morta a Eibingen el 1928.
- Maria Elisabet de Württemberg, nada a Potsdam el 1899 i morta a Merano el 1900.
- Margarida de Württemberg, nada a Stuttgart el 1902 i morta al Castell d'Altshausen el 1945.

Margarida morí el 24 d'agost de 1902 a la vil·la de Gmunden a l'Alta Àustria. El duc Albert no tornà a contraure matrimoni.
L'any 1891 es convertí en presumpte hereu al tron de Württemberg a causa de la manca de descendència masculina del rei Guillem II de Württemberg. Malgrat tot, a conseqüència de la caiguda de la monarquia a Alemanya, Albert adoptà el títol de duc de Württemberg i a partir de l'any 1921 es convertí en el cap de la casa reial württemburguesa arran de la mort del rei Guillem II de Württemberg.
Albert morí el dia 29 d'octubre de 1939 a Stuttgart, un mes després de l'inici de la Segona Guerra Mundial.